# Lago Sóbolinoye

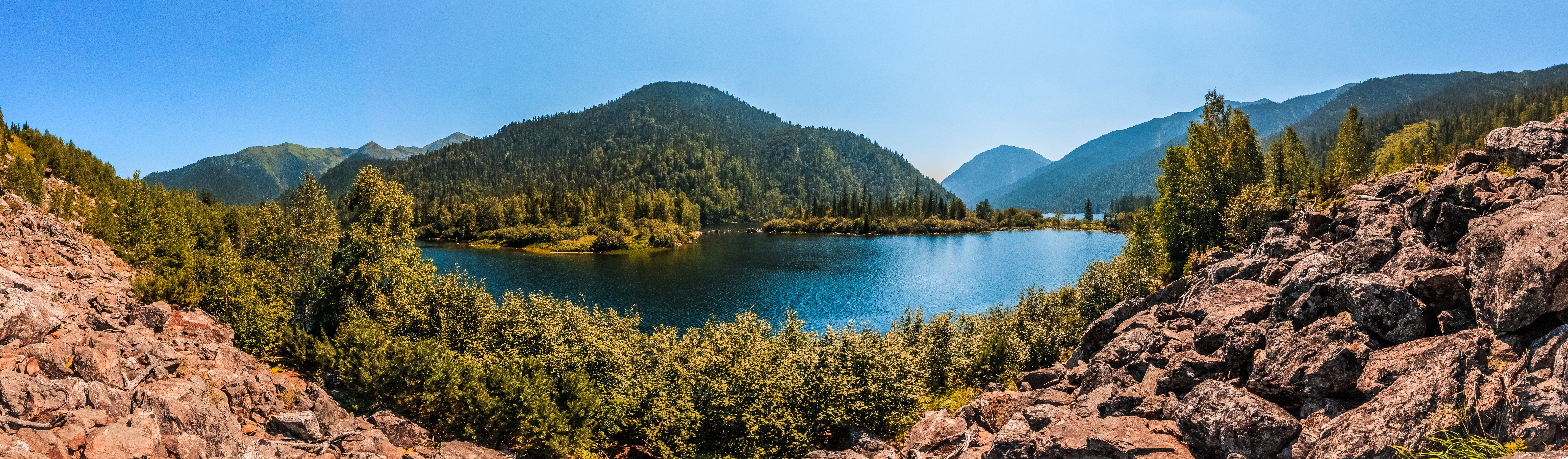
Lago Sóbolinoye en la república de Buriatia.

El lago Sóbolinoye (del ruso: Соболиное озеро) es un lago de Rusia, en la república de Buriatia, Siberia oriental. Uno de los mayores lagos de los montes Jamar-Dabán, está situado a 640 m de altura. Está situado sobre el río Selenginka, 28 km al sur de la estación de Vydruno.
El lago Sóbolinoye está dividido entre el Gran y Pequeño Sóbolinoye. Tiene unos 2,5 km de longitud y alcanza los 600 m de anchura. Por encima de este lago, sobre el río Krasnói, afluente por la orilla izquierda del Selenginka, se encuentra la cascada llamada Skazka, ("el cuento"), de unos 20 m de altura.